# XVII Cumbre Iberoamericana
La XVII Cumbre Iberoamericana de Jefes de Estado y de Gobierno fue realizada en Santiago de Chile entre el 8 y el 10 de noviembre de 2007, siendo clausurada el 11 de noviembre por la presidenta de Chile, Michelle Bachelet. La Declaración de Santiago fue firmada por todos los jefes de Estado y de Gobierno que asistieron al evento.
Entre otras cosas, los países que participaron se comprometieron a cumplir antes del 2015 las Metas del Milenio. También se declaró el 2008 como el «Año Iberoamericano contra todas las Formas de Discriminación». Además, se creó un Fondo del Agua, cuyo objetivo es llevar agua potable a los 58 millones de personas que no tienen acceso a ella en Iberoamérica. Por su parte, España se comprometió a realizar un aporte mínimo de 1500 millones de dólares en los próximos cuatro años a dicho fondo.
Los enfrentamientos entre los jefes de Estado de Venezuela, Nicaragua y España, sobre todo la frase ¿Por qué no te callas? que espetó el rey español Juan Carlos al presidente de Venezuela Hugo Chávez, y el conflicto entre Argentina y Uruguay por plantas de celulosa, fueron los principales incidentes en el evento resaltados por la prensa mundial.

## Jefes de Estado y de Gobierno presentes

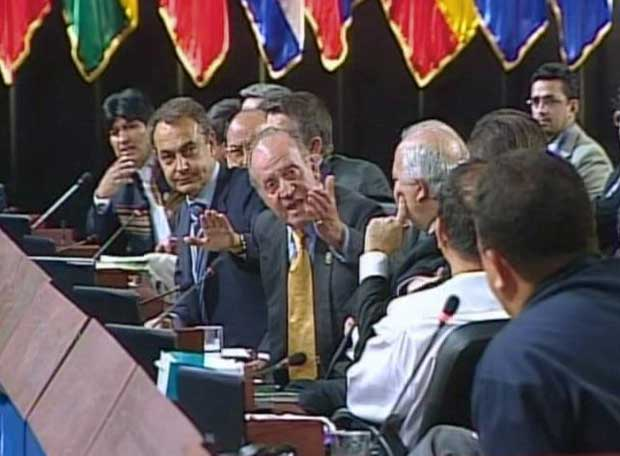
El rey Juan Carlos I interpela al presidente venezolano Hugo Chávez; ¿Por qué no te callas?

- Principado de Andorra: presidente Albert Pintat Santolària.
- República Argentina: presidente Néstor Kirchner.
- Estado Plurinacional de Bolivia: presidente Evo Morales.
- República Federativa de Brasil: presidente Luiz Inácio Lula da Silva.
- República de Chile: presidenta Michelle Bachelet.
- República de Colombia: presidente Álvaro Uribe Vélez.
- República de Costa Rica: presidente Óscar Arias Sánchez.
- República de Cuba: vicepresidente Carlos Lage Dávila.
- República del Ecuador: presidente Rafael Correa.
- República de El Salvador: presidente Elías Antonio Saca.
- Reino de España:

- rey Juan Carlos I de España
- presidente José Luis Rodríguez Zapatero.

- República de Guatemala: presidente Óscar Berger Perdomo.
- República de Honduras: presidente José Manuel Zelaya Rosales.
- Estados Unidos Mexicanos: secretaria de Relaciones Exteriores Patricia Espinosa.
- República de Nicaragua: presidente Daniel Ortega.
- República de Panamá: vicepresidente y ministro de Relaciones Exteriores Samuel Lewis Navarro.
- República del Paraguay: presidente Nicanor Duarte Frutos.
- República del Perú: presidente Alan García Pérez.
- República Portuguesa:

- presidente: Aníbal Cavaco Silva.
- primer ministro José Sócrates.

- República Dominicana: vicepresidente Rafael Albuquerque.
- República Oriental del Uruguay: presidente Tabaré Vázquez.
- República Bolivariana de Venezuela: presidente Hugo Chávez.